# ザ・スーパーマリオブラザーズ・ムービー
『ザ・スーパーマリオブラザーズ・ムービー』（英: The Super Mario Bros. Movie）は、日本とアメリカ合衆国の合作による、2023年のコンピュータ・アニメーション映画。任天堂のゲームシリーズ『マリオシリーズ』を原作として、任天堂とユニバーサル・ピクチャーズが共同出資し、任天堂とイルミネーションが共同製作の上、ユニバーサル・ピクチャーズによって配給された。

## ストーリー
ペンギン達が住む氷の国に突如、巨大な飛行要塞が現れる。その要塞から無数のカメの兵士が現れ、その後ろからカメ族の大魔王クッパが降り立つ。ペンギンの王と兵士が立ち向かうも歯が立たず、クッパは側近であるカメックの力も借り、氷の城を炎で破壊する。キノコ王国のピーチ姫と結婚し、世界を支配しようと企むクッパは、城の中に隠されていた強力なパワーアップアイテム、スーパースターを手中にする。
一方、ブルックリンに住むマリオとルイージの双子の兄弟は、高圧的な上司スパイクの下で働くのをやめ、2人で配管サービス「スーパーマリオブラザーズ」を立ち上げる。全財産を費やしラップソングのような自分達のCMを作るなどするが、なかなか仕事が上手くいかず、父親にも非難されて頭を悩ませる。ある日、ブルックリンの地下の配管が破損し、市街地で洪水が発生。テレビのニュースでそれを知ったマリオは、自分達の名前を売るチャンスだと考え、ルイージを連れて無許可で地下の下水道に降り配管の修理を試みるが、失敗し下水道の更に下へと落ちてしまう。そこで謎の土管を発見するが、その土管に2人とも吸い込まれ、それぞれ別々の場所へとワープしてしまう。
マリオが意識を取り戻すと、そこは巨大なキノコが沢山生えた不思議な世界だった。マリオはそこで、この世界の住人だというキノピオと出会う。キノピオの話から、ここがキノコ王国であること、大魔王クッパがキノコ王国を滅ぼそうとしていること、ルイージのワープ先がクッパの支配するダークランドであることを知ったマリオは、彼の案内でプリンセスがいるというピーチ城に2人で向かう。一方、ダークランドに迷い込んだルイージは、カロンやバットンに襲われる。どうにか近くの砦に逃げ込むことに成功するも、安堵したのもつかの間で、クッパの手下のヘイホーやムーチョ達に捕まってしまう。
ピーチ城ではピーチ姫が、キノコ王国に迫っているクッパ軍団を迎え撃つ準備をしていた。ピーチは強力な兵力を保有するコング族と同盟を結ぶべくジャングル王国に向かおうとするが、そこでキノピオと共に到着したマリオと出会う。マリオから「ダークランドに落ちたルイージを救いたい」と言われたピーチは、訓練用のコースを用意して、これをクリアできたらジャングル王国に同行していいと言う。マリオはピーチからパワーアップアイテムのスーパーキノコを受け取り、能力を高めてコースに挑むが、何回やってもクリアできない。しかし、ルイージを救いたいマリオは何度失敗しても諦めず、コースクリアを目指す。結局マリオは一度もコースをクリアできなかったが、ピーチは諦めずにコースに挑み続けたマリオの心意気を認め、ジャングル王国への同行を認める。
マリオとピーチはジャングル王国で国王のクランキーコングと謁見するが、クランキーは同盟を結ぶのを渋り、闘技場で無敗を誇る息子のドンキーコングを倒せたら同盟を結ぶと条件を付ける。マリオはドンキーとの対決に挑むが、圧倒的な力の差を見せつけられ、一方的に打ちのめされる。さらに、パワーアップアイテムだと思って口にしたマメキノコで小さなマメマリオになってしまい、窮地に陥る。しかし、それでも何度やられても諦めずに立ち向かい、パワーアップアイテムのスーパーベルでネコマリオに変身した事で形勢を逆転し、ドンキーに勝利する。コング族と同盟を結んだマリオ達は、クッパ軍団を迎え撃つため、コング族の兵達と共に空に浮かぶレインボーロードをカートで走り、急いでキノコ王国に戻る。
だが、キノコ王国がコング族と同盟を結んだ事を察知していたクッパ軍団は、レインボーロードを走るマリオ達に奇襲を仕掛ける。数々の攻撃を耐えて反撃するマリオ達であったが、追い込まれたノコノコ大将が自ら突貫しレインボーロードの一部を破壊。その衝撃でマリオとドンキーは海に落ち、そのショックで呆けていたコング族はクッパ軍団に捕らえられてしまう。ピーチはキノピオとキノコ王国に戻り、コング族の兵とマリオを失った事を市民に伝えると共に、王国からの避難を促す。海に落ちたマリオは、溺れそうなドンキーを救うが、突如現れたウツボに吞み込まれてしまう。
クッパは飛行要塞ごとキノコ王国に到着し、ピーチに結婚を申し込むが、あえなく断られる。だが側近のカメックがキノピオを魔法で拷問し、拒否できない状況に追い込む事で、ピーチを無理矢理結婚に同意させる。一方、マリオとドンキーはウツボの体内で、互いに父親に認められたい思いを抱いているという共通点を見出すが、どうにも出来ない状況に共に自暴自棄になりかけていた。しかし、ウツボが一緒に飲み込んでいたドンキーのカートのロケットが壊れていない事に活路を見出し、そのロケットに乗ってウツボの体内から脱出。結婚式の開かれるクッパの飛行要塞へと急ぐ。
結婚式でクッパはピーチとの門出の生贄として、ルイージやコング族、ペンギン達を含む全ての囚人を溶岩に落とし処刑しようとする。ピーチはそれを阻止すべく、事前にキノピオから受け取ったブーケに隠してあったアイスフラワーを使い、クッパと鎖の巻き取り機を凍らせる。マリオとドンキーは、キノコ王国の市街地でクッパ軍団を蹴散らし、式場に到着して囚人達を解放する。唯一ルイージが溶岩に落ちそうになるが、マリオがタヌキスーツの飛行能力で救出する。しかし、ピーチが自分のものにならない事に激怒したクッパは自力で氷を破壊。更には巨大なマグナムキラーをピーチ城目掛けて発射し、キノコ王国を完全に破壊しようとする。マリオはそれを止めるべく、マグナムキラーを追い掛け、自分へと誘導させる。自分がこの世界に来た際に通ってきたワープ土管を見つけたマリオは、ギリギリまで引き付けたマグナムキラーをそのワープ土管に吸い込ませ、異空間内で爆発させる事でキノコ王国の破壊を回避する。
だが、異空間でマグナムキラーを爆発させた影響でワープ土管が暴走し、ピーチ達やクッパ軍団、さらには飛行要塞までもがワープ土管に吸い込まれてブルックリンに転移し、ブルックリンは大混乱に陥る。マリオは、結婚式を台無しにされた事に腹を立てるクッパの攻撃を受け、窮地に追い込まれる。しかし、最後まで諦めず、隙を見てピーチの攻撃でクッパが落としたスーパースターをルイージと共に入手。2人は無敵になり、その力でクッパ軍団を圧倒し、遂にクッパを倒すことに成功した。マリオブラザーズに敗れたクッパはマメキノコで縮められ、罰として瓶に投獄された。マリオブラザーズの勇姿を目の当たりにした彼らの両親やスパイクを含むブルックリンの人々は、彼らをヒーローとして賞賛する。その後、マリオとルイージはキノコ王国へと引っ越し、配管業に勤しむ。
ポストクレジットシーンでは、ブルックリンの地下のどこかで、ヨッシーの卵が孵り始める様子が映し出される。

## 登場人物
担当声優は英語版 / 日本語版の順に表記。なお、日本語版キャストは一部のメインキャラクターとルマリーを除いて配役非公表となっている。

### 主人公
マリオ
声 - クリス・プラット / 宮野真守
ニューヨークで配管業を営む青年。配管工としての腕は確かだが運に恵まれず、仕事がなかなか上手くいかない現状に悩んでいる。ルイージと共にブルックリンの地下にある緑の土管に吸い込まれてキノコ王国に迷い込み、ダークランドにワープしたルイージを助けるべく冒険に旅立つ。
普段は繊細な性格であり、キノコ王国にも戸惑いを見せていたが、ルイージを助けたい一心で、持ち前の正義感と不屈の闘志で活躍する。
本作ではキノコが嫌いという設定で、パスタに入っているキノコをルイージの皿に除けたり、ピーチからスーパーキノコを渡された際に食べるのを躊躇するといった場面がある。
また、本作では実写映画版と同じくブルックリンから来た設定となっているが、これはマリオの生みの親である宮本茂がファミコン時代のゲーム版における裏設定を使う事を希望した事によるものである。
ルイージ
声 - チャーリー・デイ / 畠中祐
マリオの双子の弟で、2人で配管業を営む臆病な青年。マリオの事は基本的に「兄さん」と呼んでいるが、作中で3度「マリオ」と呼び捨てで呼んでいる。土管に吸い込まれた後にマリオと離れ離れになり、クッパが支配するダークランドに落下。ヘイホー達に囚われ、クッパにマリオの情報を吐かされた挙句、牢獄に送られてしまう。
周囲からはマリオに振り回されていると認識されているが、本人は幼少期から兄である彼を強く慕っており、兄弟での仕事を楽しんでいる。マリオもルイージをとても大切に思っており、その兄弟の絆が劇中での騒動を終結に導く事となる。

### キノコ王国
ピーチ姫
声 - アニャ・テイラー＝ジョイ / 志田有彩
キノコ王国の姫。今作では、ゲーム版では見せなかったクールでアグレッシブな面が目立つ。また、優れた身体能力を持ち、ピーチ城でマリオに用意した訓練用コースを難なくクリアしている。パワーアップアイテムも使いこなすことができ、作中ではファイアフラワーとアイスフラワーの能力を使用している。
責任感が強く、キノコ王国とその国民たちを愛しており、クッパの野望に対抗するべくコング族との同盟締結のため、協力を申し出たマリオとキノピオと共に自らジャングル王国に赴く。
本作では映画用に「キノコ王国出身では無く、幼い頃に緑の土管を通って別の世界からやってきた人物で、キノピオたちに育てられた」という背景が作られ、キノピオたちの国のリーダーが人間の女性である事の理由付けがなされている。
キノピオ
声 - キーガン＝マイケル・キー / 関智一
キノコ王国の住人の数あるうちの一人。陽気な性格で、突如現れたマリオをすぐ受け入れるなど柔軟性が高い。冒険に出る事を望んでおり、ピーチ姫が立ち上がった際に彼女のお供を務める。マリオの親友と自称している。料理が得意で、フライパンを自在にあやつる。
キノコ王国には彼以外にも沢山のキノピオがおり、本人らは「かわいい」と自称している。戦闘能力に関しては皆無であり、上記のキノピオが勇敢に冒険を目指すのも、そんなかわいいだけの自分を変えるための行動である。
同種族のキノピオ将軍およびキノピコも登場。

### ジャングル王国
クランキーコング
声 - フレッド・アーミセン / 楠見尚己
ジャングル王国の王で、ドンキーコングの父親。無愛想で他国とはまず同盟を結ばず、クッパ打倒のためピーチ姫から同盟を持ちかけれた際にも当初は断り、闘技場で息子のドンキーを倒せたら同盟を組むと話す。その際、マリオへのハンデとして闘技場にアイテムブロックを用意したが、パワーダウンアイテムも随所に混ぜていた。ドンキーコングが敗北した後、約束通り同盟を結び、キノコ王国へ向かうためにカートを用意した。
本作では服装のデザインがゲームシリーズでの登場時と異なる。
ドンキーコング
声 - セス・ローゲン / 武田幸史
クランキーの息子で、コング軍を率いるジャングル王国の次期国王。「DK」と書かれた赤いネクタイを身に着けている。闘技場で無敗を誇るパワフルな戦士で、周囲を楽しませる事を原動力とするが、子供っぽい一面もある。マリオのことは当初見下しており、闘技場で彼に敗れた後も彼に対して攻撃的な態度を取り続ける。しかし、共闘するうちにマリオと和解して見事なコンビネーションを見せつけ、クッパを倒した後は嬉しさのあまりマリオ達を全員まとめて抱きしめた。
本作でデザインがやや変更されており、初代ドンキーコングのようにひょうきんな性格を表したものとなっている。
ディディーコング
声 - エリック・バウザ
ドンキーを慕うチンパンジー。闘技場の観客席にてクランキーの「静かにしろ」という命令を聞かず、一人コールを言い続けた事でクランキーに名指しで叱責される。本作は相棒として行動する描写が無い。ガールフレンドのディクシーと仲間のチャンキーと同じ席で観戦し、ネコマリオになったマリオに二人と共に夢中になった。
上記の他、『スーパードンキーコングシリーズ』より、ディンキーコング・ファンキーコング・ディクシーコング・チャンキーコング・スワンキーコングも登場。

### クッパ軍団
クッパ
声 - ジャック・ブラック / 三宅健太
ダークランドの支配者で、カメ族の大魔王。スーパースターの力を借りることでピーチ姫と結婚し、世界を支配しようと企む。野望の邪魔をする者には一切容赦がなく、無礼を働いた部下も炎で骨にしてしまうなど極めて残忍な暴君だが、原作のように間の抜けた所も多い。長年探し求めていたスーパースターをペンギンの国で発見し、ペンギン達を退けて強奪する。その後、キノコ王国を滅ぼすために巨大な飛行要塞でキノコ王国に向かう。
ピーチのクールで勇敢なところに惚れており、本作ではピーチへの想いをのせた歌をピアノで弾き語りするシーンがある。そんな最中にカメックやクッパ軍団からマリオの存在を聞かされ、恋敵としてマリオを抹殺するように命じる。
カメック
声 - ケビン・マイケル・リチャードソン / 不明 
カメ族の魔法使いで、クッパの側近。理不尽な目に遭いながらも常にクッパの側におり、様々な魔法でクッパをサポートする。クッパのプロポーズの練習時はピーチ姫の恰好をして相手役も務めた。
クリボー
クッパ軍団の兵士。踏みつけられると体がへこむ。ほとんどはクッパの手下だが中には檻に囚われている者もいる。
ノコノコ
ノコノコ
クッパ軍団を代表するカメ族の兵士だが戦闘力は高いわけではなくほとんど倒されたり、甲羅に籠った際はマリオ達に投擲アイテムとして利用されている。また、その中の一人が「（ピーチ姫に）振られたらどうしますか?」と余計な事を言ってしまい、クッパの炎で骨だけにされてカロンとなり、結婚式でもその姿で参列した。
ノコノコ将軍
声 - スコット・メンヴィル
ノコノコの兵士を率いるリーダー。乱暴かつ残忍な性格。パタパタのように羽を持ち、トゲの生えた青い甲羅を頭に装着している。レインボーロードをカートで走るマリオ達を襲撃し、大きな武装車に乗ってマリオを追いかける。最後は『マリオカートシリーズ』に登場するトゲゾー甲羅の姿に自ら変身し、突撃してドンキーコングのカートを破壊する。その後の動向は不明。
パタパタ
羽を持ったカメ族の兵士。
ボムへい
体が爆弾のクッパ軍団の兵士。
ボムキング
王冠を被った大きなボムへいの王様。ピーチとクッパの結婚式に出席するが、式場での混乱の最中にピーチが投げた燃える槍によって導火線に火が着き、爆発した。
ワンワン
クッパ軍団の兵士。落ち着きがなく、飛び跳ねまわる。
パックンフラワー
仲間すら食べようとする凶暴な植物。クッパの結婚式の練習の際に花束役として3匹登場したが暴れ出したため、クッパに踏みつけられてしまった。終盤ではスーパースターで無敵になったマリオとルイージを食べるもすぐに吐き出してしまう。
ピーチの訓練用コースにはこのキャラクターを模した機械が存在する。
マグナムキラー
目の付いた巨大な黒いミサイルの敵。自我を持っているため、目標が動く敵でも追尾できる。
クッパの飛行要塞からピーチ城に向けて発射されるが、タヌキマリオの尻尾攻撃を目に受けたことで標的をピーチ城からマリオに変更し、逃げるマリオを追い掛ける。最期はワープ土管にぶつかって吸い込まれ、異空間内で爆発する。
カロン
ノコノコが骨になった姿で、ダークランドに来たばかりのルイージをしつこく追いかけ続けた。不死身なため、何度も再生し溶岩に入っても死なない。
劇中ではカロンになったノコノコがいるが、こちらは他のカロンとは違って言葉を話せる。
ヘイホー
仮面をつけた謎の存在。言葉を発する場面がなく、ボイスもゲームで使われていたのを使用している。
ムーチョ
ヘイホーと同じく、仮面をつけた謎の存在。こちらは言葉を話す事ができ、ルイージを捕まえた事をクッパに報告した。
上記のほか、メット・トゲゾー・キングテレサ・ハンマーブロス（およびメガブロス）・キラーがクッパ軍団として登場。

### その他の敵キャラ
テンテン
イバラムシ
プクプク
トゲプク
ゲッソー
ウニラ
ライトクラゲ
ウツボ
バットン

### ブルックリン
スパイク
声 - セバスティアン・マニスカルコ  / 不明
マリオとルイージの元上司。自身の職場から独立したマリオ達に対して敵対心を剥き出しにしており、彼らの営む配管サービスのホームページに彼らの悪口を書き込んでいる他、劇中でも出くわしては直接嫌味を言っている。終盤にクッパ軍団に襲われ怯えていたところをマリオとルイージに助けられ、彼らを「スーパーマリオブラザーズ」と称賛する。
ゲームシリーズでは『レッキングクルー』などで登場し、欧米での名前がスパイクなのに対し日本ではブラッキーとされていたが、本作から日本でもスパイクという名前に正式に統一された。
ポリーン
声 - ジェシカ・ディ・シコ
市長の女性。ブルックリンで洪水が起きた際の中継映像に登場。
ジュゼッペ
声 - チャールズ・マーティネー / 同左
マリオとルイージの知人。二人のCMに対して「全然? It's-a perfect, Wahoo!」と絶賛した。声を担当したチャールズ・マーティネーはゲーム版でマリオ、ルイージなどの声を担当しており、本作では日本語版を含む一部の国外版でも同役で出演しており、その国の言葉で話す。
ピザ屋のシーンでは、『ジャンプマン』という名前（かつて正式名称が存在しなかった頃に付けられていたマリオのあだ名と同様）の『ドンキーコング』を催したアーケードゲームで遊んでいる。
フランシス
マリオとルイージに仕事の依頼をした老夫婦の飼い犬。老夫婦からは大人しくて利口だと思われているが、本性は凶暴。
お気に入りの金色の骨のおもちゃをルイージに壊されたことを理由に修理作業中の2人に襲い掛かり、結果的にそれが依頼失敗の原因となってしまった。
クッパとの決戦後は渋々ながらも2人のことを認めるような表情をしている。
マリオとルイージの父
声 - チャールズ・マーティネー
本名不明。マリオとルイージの父親。現実主義で、マリオの仕事への姿勢を快く思っておらず、ルイージの事もマリオの夢に巻き込まれていると認識している。後に2人がクッパとの戦いでブルックリンを救った際には彼らを見直し、町の人達に自慢した。
マリオとルイージの母
声 - ジェシカ・ディ・シコ
本名不明。マリオとルイージの母親。息子達を溺愛している。
トニー、アーサー
声 - リノ・ロマノ（トニー）、ジョン・ディマジオ（アーサー）
マリオとルイージの叔父（両親どちらの兄弟かは不明）。2人が仕事で失敗している事をバカにする。

### その他
ペンギンの王様
声 - カリー・ペイトン
ペンギン達の住む国の王。侵攻してきたクッパ達に兵士達と共に立ち向かうが足元にも及ばず惨敗し、クッパの巨大飛行要塞の牢獄に囚われの身となる。
元ネタは「スーパーマリオ64」に登場したペンギン。
ルマリー
声 - ジュリエット・イェレニック / 山根あん
「スーパーマリオギャラクシー」シリーズからの登場。
宇宙の至る所にいる星の子「チコ」の一人。「ギャラクシー」シリーズではスターピースと引き換えにアイテムに変身するチコだが、本作ではペンギン達より前にクッパに囚われている囚人の一人として登場。長い間クッパの牢獄に囚われており、そのせいかかなりのマイナス思考の持ち主である。クッパに捕えられたルイージに対して「イカれた世界じゃ正気の方がクレイジー」、「唯一の希望は死による解放」などネガティブな発言ばかりするため、周りの囚人（特にペンギンの王様）から嫌がられている。
ヨッシー
マリオ達がジャングル王国に向かう際のシーンで登場。様々な色のものがいる。クッパとピーチ姫の結婚式では緑色のタマゴが引き出物として登場し、ポストクレジットシーンでもタマゴの姿で現れる。
スチュアート
声 - ピエール・コフィン
本作の制作会社であるイルミネーションの代表作『怪盗グルーシリーズ』に登場する生物、ミニオンの一体。
冒頭のイルミネーションの企業ロゴで登場。マリオカート風のカートを運転する姿が描かれた。
日本語版ではこの他、石田嘉代、浦山迅、小野寺悠貴、菊池通武、菊池康弘、木村昴、熊谷海麗、くわばらあきら、光部樹、坂本くんぺい、志村知幸、空見ゆき、高口公介、武隈史子、田邊幸輔、永井真里子、福西勝也、星祐樹、間宮康弘が出演している。

## ワールド
ブルックリン
ニューヨークの都市で、マリオとルイージとその家族が住む場所。
キノコ王国
キノコワールドに属する国の一つで、ピーチ姫が治めている。至る所に大きなキノコが生えており、丘の頂上にピーチ城がある。
ほとんどの住民がキノピオなため、元々キノコ王国出身ではないピーチ姫はマリオの事を珍しがっていた。物語のラストにてマリオとルイージはキノコ王国に移住する。
ジャングル王国
キノコワールドに属する国の一つで、クランキーコングが治めている。密林が広がる国で、多くのコング達が暮らしている。伝統ある闘技場のほか、カートを作れるメカニック施設も存在する。
ダークランド
キノコワールドに属する国の一つで、クッパが支配している。火山地帯の国で、国内は常に黒い雲に覆われていて薄暗く、荒廃していて草木もろくに生えていない。
ペンギン王国
キノコワールドに属する国の一つで、ペンギンの国王が治めている。氷河地帯の国で、その名の通り沢山のペンギンが住んでいる。王宮にスーパースターがあることを知ったクッパに侵攻され、立ち向かうが敗北を喫し、クッパの火炎によって滅ぼされる。
レインボーロード
上空にあるジャングル王国とキノコ王国を結ぶ近道で、その名の通り七色のグラデーションが鮮やかな道。ダークランドとも繋がっている。複雑に枝分かれしている他、反重力装置を搭載したカートでなければ走れないねじれた道も存在する。

## 登場するアイテム
スーパーキノコ
食べると体が少し大きくなり、本作では力も強くなる赤いキノコ。ピーチが訓練用のコースでマリオの腕試しを行う際、マリオに食べさせた。
ファイアフラワー
使うと手からファイアボールを放てるようになる花。ハテナブロックだけではなく花畑にも無数に咲いており、今作では息を強く吹きかけられると枯れてしまう。ピーチがその1つからファイアボールの力を得て使用し、終盤ではドンキーコングも使った。
マメキノコ
食べると体が豆粒くらいの大きさになる青いキノコ。本来はパワーダウンする反面身軽になり、水の上を走ったり小さい穴に入れるなどができるが本作はほぼパワーダウンアイテムとなっている。クランキーが闘技場に配置したハテナブロックの一つから出現し、パワーアップアイテムと思って口にしたマリオは小さなマメマリオになってしまった。ドンキーコングに攻撃された後は元に戻った。終盤ではマリオとルイージに倒されたクッパを幽閉する為に食べさせ、小さくした。
スーパーベル
猫のような身体能力を得られるベル。アイテム自体、作中で見せなかったが変身時の音は原作と同じ。クランキーが闘技場に配置したハテナブロックの一つから出現し、マリオはこれでネコマリオに変身したことで形勢を逆転し、機動力を生かした戦法でドンキーを倒した。
アイスフラワー
使うと手からアイスボールを放てるようになる花。今作ではピーチがクッパ達との戦いで使用し、彼らを氷漬けにした。なお、アイスピーチはゲームではまだ登場していない。
スーパーこのは
使うとタヌキマリオになり、設定や能力は『3』や『3Dランド』の中間で飛行能力を得られる。マリオがルイージ達を助けるため、クッパの飛行要塞に向かう時に使用し、キノコ王国を破壊しようとしたマグナムキラーにはしっぽ攻撃で阻止した。
スーパースター
使うと一定時間無敵になれるスター。本作ではクッパが長年探し求めていたアイテムで、ペンギンの国の城に隠されていたものを強奪した。

## 制作

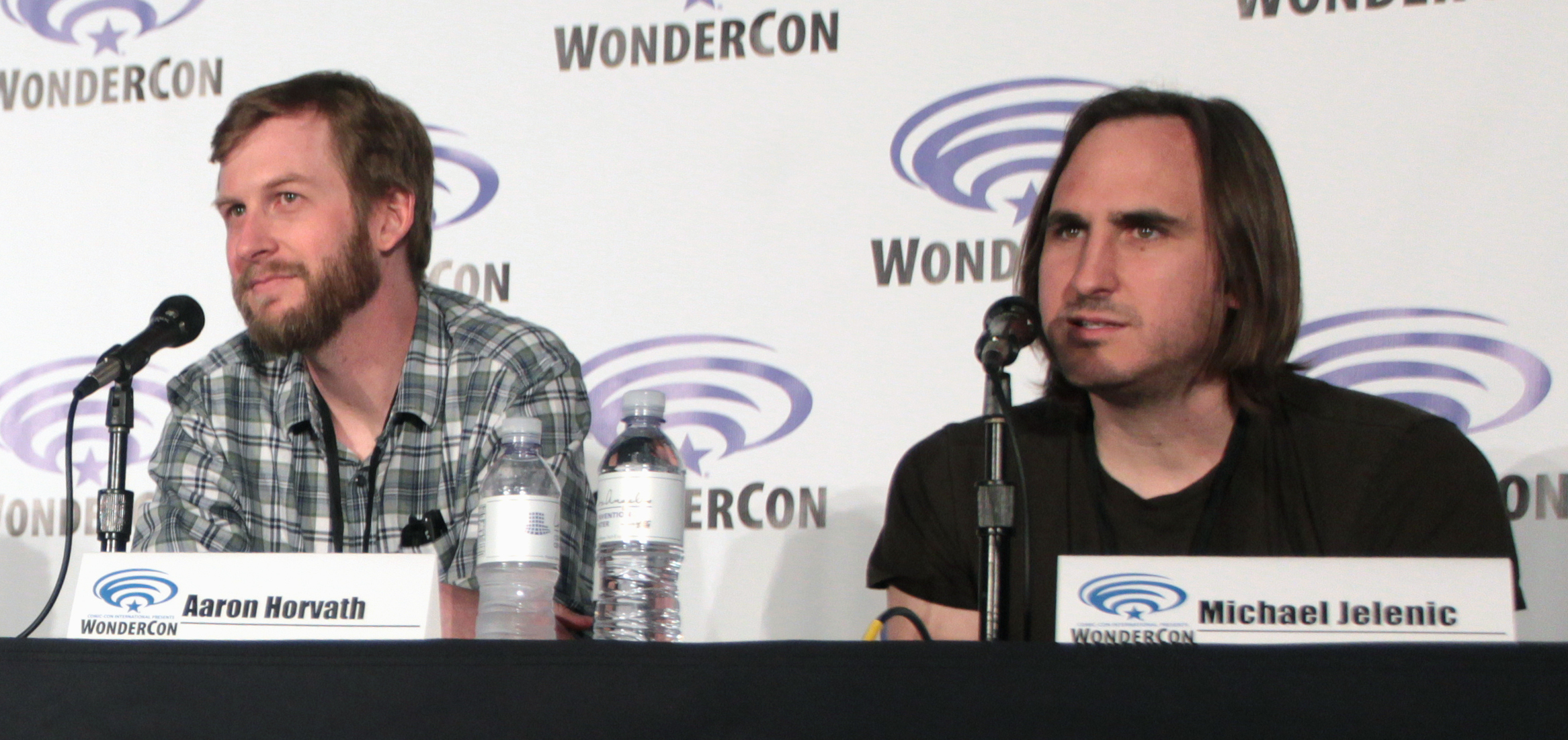
監督を務めるアーロン・ホーヴァスとマイケル・ジェレニック

任天堂は1993年にブエナ・ビスタ（現・ウォルト・ディズニー・スタジオ・モーション・ピクチャーズ）製作で映画化された『スーパーマリオ 魔界帝国の女神』が批評的にも商業的にも失敗した後、一部のキャラクターを他社の映画作品に貸し出す事例はあったものの、自社の作品を映画化する際のライセンス供与に慎重になった。マリオの生みの親である宮本茂によると映画とゲーム制作は別物である、という意識があったため、任天堂と自身は映画制作からは距離を置いていた。しかしその後宮本自身、過去のゲームをバーチャルコンソールなどで配信する際に、都度ハードウェアに合わせた移植作業が必要なる事、反して映画であればそれが必要なく、またゲームを遊ばない多くの人の目に触れる機会が増えるため、「マリオにとっては映画があったほうがいい時代がきたな」と考えを改めたと明かしている。併せて「長年愛されてきたソフトと映像資産を組み合わせ、それらを長期的に活用することができれば、コンテンツビジネスはさらに発展する」と認識もしていた。また、映画の制作行程はビデオゲームとは違いが大きいと判断し、映画の専門家に指導してもらいたいとも既に考慮していた。
2014年11月に発生したソニー・ピクチャーズ・エンタテインメントへのハッキング事件では、プロデューサーのアヴィ・アラッド、スタジオのチーフであるエイミー・パスカル、トライスター ピクチャーズの代表であるトーマス・ロスマン、ソニー・ピクチャーズ・アニメーションのプロダクション・プレジデントであるミシェル・ライモ・コウヤテの間で交わされたメールが公開され、ソニーが数年前から『マリオシリーズ』の映画化権を獲得しようとしていたことが明らかになった。アラッドは2014年2月と7月に東京の任天堂を訪問し、契約を成立させようとした。10月、アラッドはパスカルにメールを送り、任天堂との契約が成立したと伝えた。パスカルはゲンディ・タルタコフスキーの起用を提案し、コウヤテは「最初から3-4本の映画が考えられる」と述べ、「マリオ帝国を築きたい」と希望を語っていた。しかし、このメールが流出した後、アラッドは取引が行われたことを否定し、交渉はまだ始まったばかりだと述べた。バズフィードは、このメールが、ソニー・ピクチャーズの兄弟会社であるソニー・コンピュータエンタテインメント（任天堂の主要な競争相手のひとつ）との対立の可能性を考慮していないと指摘した。
同時期である2014年には更に、任天堂がユニバーサル・パークス&リゾーツと共同でマリオをテーマにしたアトラクション「スーパー・ニンテンドー・ワールド」を開発していた時期であった。このプロジェクト遂行時に宮本はユニバーサル・ピクチャーズからイルミネーション・アニメーション部門の創設者兼CEOであるクリス・メレダンドリが宮本のファンで彼に会いたがっていると聞き、紹介される。この際にメレダンドリは宮本の過去の記事やインタビューを集めたものを見せ、「自身の創作過程や思考は宮本と似ている」と説明してきたという。最初はメレダンドリのプレゼンテーションかとも思った宮本だが、メレダンドリが自身の失敗談とその自己分析について話してきた際に「メレダンドリは信頼できそうだと感じた」と話している。先述通りマリオの映画を必要だと感じていた時期でもあった宮本は、メレダンドリとイルミネーションと共に映画制作を開始した。彼らは2016年までに本格的な話し合いを始めていたが、もし面白いものを作れなかったら（製作を）やめる、という意思は共有していたものの、2017年11月には、任天堂がユニバーサルとイルミネーションと共同でマリオのアニメーション映画を作ると報道された。任天堂の当時の社長である君島達己は、「まだ最終決定ではないが、近いうちに発表する」と明言していた。君島は、この取引が成功すれば、2020年の公開が可能になると期待していた。2018年1月、任天堂は宮本とメレダンドリの共同プロデュースで本作を進行することを発表した。メレダンドリ及び宮本は、本作はイルミネーションにとって「優先事項」であり、2022年に公開される可能性が高いと述べている。2020年1月、任天堂の社長である古川俊太郎は、本作が2022年の公開を目指して「順調に進んでいる」と述べた。また、古川は、任天堂が映画の権利を持ち、任天堂とユニバーサルの両方が製作資金を提供すると述べた。
2021年8月、イルミネーションのアニメーターのLinkedInのプロフィールに本作が含まれていることが判明し、アーロン・ホーヴァスとマイケル・ジェレニックが監督を務めていることが明らかになった。全キャストの発表に続き、ホーヴァスとジェレニックが監督を務めることが決定し、マシュー・フォーゲルが脚本を担当することが発表された。

### キャスティング
2021年2月、ゲームでのマリオの声優であるチャールズ・マーティネーは、本作での再演の可能性について「驚異的なこと」と語り、もしマリオの声優を依頼されたら、「大きな喜びと幸福感を持って遊びに行く」と語った。8月、セバスティアン・マニスカルコは、ゲーム『レッキングクルー』（1985年）に登場する、スパイクの声を担当することを明らかにした。
2021年9月のNintendo Directのプレゼンテーションで、宮本茂は、クリス・プラット、アニャ・テイラー＝ジョイ、チャーリー・デイ、ジャック・ブラック、キーガン＝マイケル・キー、セス・ローゲン、ケビン・マイケル・リチャードソン、フレッド・アーミセン、マニスコがボイスキャストの先頭に立つこと、そしてマーティネーがサプライズ・カメオで登場することを発表した。有名俳優がキャラクターの声を担当することを歓迎する人もいれば、1991年からマリオの声を担当しているマーティネーやイタリア人俳優ではなく、プラットをマリオに起用したことなど、批判的な意見もあった。

### アニメーションとデザイン
本作のアニメーションは、これまでのイルミネーション作品の多くを手がけてきたイルミネーション・スタジオ・パリが、フランスのパリで、2020年9月までに製作が進められ、2022年10月にアニメーション制作が終了する 。
ドンキーコングは、テレビゲーム「スーパードンキーコング 」（1994年）以来、初めてデザインを変更した。そのため、『ドンキーコング』（1981年）でデビューしたときのデザインと、現代のデザインの両方の要素を取り入れた。

### 制作過程
映画の制作においては、ストーリーだけでなく音楽やステージなど、すべての要素を任天堂と対話しながら作りあげたとメレダンドリはコメントした。例えばキャラクターの形成という部分では、それぞれをオリジナルに忠実なかたちで表現しながら、大きなスクリーンでも説得力を持った存在、生きた存在に作り上げるため、ところどころで新しい要素も追加している。「そのために多くの『スーパーマリオ』作品を参照し、細かなディテールまで練り上げてきました」としている。
本作品と任天堂の関わりについて宮本は「今回はアニメーションを作るわけなので、監督から何から圧倒的多数はイルミネーションのチームなんですね」とコメントし、任天堂からは『ゼルダの伝説』などでデモシーンを専門に作っている人達の中から映画好きを集めた少数の映画プロジェクトチームを作り、毎週会議を行いながら制作したという。ただし映画についてはイルミネーションが本業なのでそこは任天堂スタッフは口出しをせず、あくまでゲームをよく知っている観客としてアイデアを提案し、ゲームを作っている側で知っている情報をできるだけ提供したりしながら、リモート会議を頻繁に行なったという。
宮本は「マリオがスクリーンで動くことに対して初めは心配をしていたけれど、完成品を見た時、40年前に8ビットで描いていたマリオがやっと人間になったという感覚が得られました。スタッフは皆マリオファンで、そういった人達に支えられてできた作品です」とその感動を述べ、また「音楽も素晴らしい仕上がりになっていて、ファンの方には細かいところに注目しながら何回も鑑賞してほしいですね」と語った。
なお、日本語版と英語版では脚本が一部異なっており、宮本は「日本語版の脚本は僕が監修をして日本独自のものを作ろうと提案した」と語っている。その理由として、「リアルに見せる部分がいい加減だとガッカリする」「面白いドラマはセリフ回しがうまい」など、言葉遣いに強いこだわりがあったことが明かされている。日本語版脚本は、任天堂と同じく京都を拠点として活動している劇団ヨーロッパ企画の上田誠が担当した。

### 音楽
2022年10月、メレダンドリはブライアン・タイラーが映画音楽を作曲することを公表した。タイラーは「マリオシリーズ」の音楽を作曲した近藤浩治と連絡を取り合いながら、ゲームの音楽を映画の中に取り入れていった。タイラーによると、映画音楽はオーケストラ、合唱団、バンドに加えて「イタリアの楽器、アコーディオン、生ドラム、マンドリン、口笛を吹く人間の声」や「8ビットサウンド」をフィーチャリングした「ビッグな」構成になっているという。2022年10月17日にワーナー・ブラザースのイーストウッド・スコアリング・ステージでレコーディングが行われ、音響編集はスカイウォーカー・サウンドで行われた。タイラーによると、映画のために15分間の新テーマ曲を作曲したところ、宮本と近藤から好意的な反応を得たという。また、『スーパーマリオブラザーズ3』『スーパーマリオ64』『スーパーマリオ 3Dランド』のライトモティーフをベースにした曲も映画で使用されている。
ジャック・ブラックとキーガン＝マイケル・キーが歌う曲は、彼らが即興で作った曲である。また、ブラック・ハイドラは「スーパー・マリオブラザーズのテーマ」をベースに「スーパー・マッシュルーム」を作曲しており、同曲は2022年11月30日からYouTubeで公開された。2023年3月、セス・ローゲンはドンキーコングが登場する際に『ドンキーコング64』でグラント・カークホープが作曲した「モンキーラップ」が使用されることを明かした。しかし、エンディングでは「from Donkey Kong 64′」とクレジットされ、カークホープの名前はクレジットされていない。
クッパがピーチ姫への愛を歌う「ピーチス」はジャック・ブラック、アーロン・ホーヴァス、エリック・オズモンド、ジョン・スパイカーが作詞している。「クッパがラブソングを歌う」というアイディアはブラックの発案であり、2023年4月7日にコール・ベネットが手掛けた「ピーチス」のミュージックビデオが公開された。ブラックによると、撮影は数時間で終了したという。「ピーチス」はリリース時にiTunesストリーミングチャートで第61位になっており、Billboard Hot 100では第83位になっている。
上記以外の曲にも、劇中ではa-haのテイク・オン・ミーやAC/DCのサンダーストラック、ボニー・タイラーのホールディング・アウト・フォー・ア・ヒーローなどといった洋楽も使用されている。

## 公開
本作はユニバーサル・ピクチャーズにより、製作が行われている。当初、アメリカでは2022年12月21日に公開を予定していたが、2022年4月26日に任天堂はアメリカでは2023年4月7日、日本では同月28日にそれぞれ公開日を変更することを発表した。さらにアメリカでの公開日が4月5日になることを3月1日に発表した。
また、日本語版をアメリカ（ホノルル・ロサンゼルス・シアトル・ニューヨーク・サンフランシスコ）とカナダ（トロント・バンクーバー）の一部劇場にて限定公開することを2023年4月26日に発表した。

### 公開日一覧
2023年4月5日より、順次公開がスタートし、9日までの興行収入は全世界で約3億8000万ドル（約500億円）を記録。これは、『アナと雪の女王2』がこれまで保持していた記録を抜き去り、世界興行収入としてはアニメーション映画史上最高のオープニング記録となった。
| 国・地域                 | 公開日        | 配給                                           | 題名                                                                            | 出典   |
| ------------------------ | ------------- | ---------------------------------------------- | ------------------------------------------------------------------------------- | ------ |
| アメリカ合衆国           | 2023年4月5日  | ユニバーサル・ピクチャーズ                     | The Super Mario Bros. Movie                                                     | [ 62 ] |
| カナダ                   | 2023年4月5日  | ユニバーサル・ピクチャーズ                     | The Super Mario Bros. Movie（英語版） Super Mario Bros. le film（フランス語版） |        |
| オーストリア             | 2023年4月5日  | ユニバーサル・ピクチャーズ・インターナショナル | Der Super Mario Bros. Film                                                      |        |
| オーストラリア           | 2023年4月5日  |                                                | The Super Mario Bros. Movie                                                     |        |
| バングラデシュ           | 2023年4月5日  |                                                |                                                                                 |        |
| ベルギー                 | 2023年4月5日  | ユニバーサル・ピクチャーズ・インターナショナル |                                                                                 |        |
| ボリビア                 | 2023年4月5日  |                                                | Super Mario Bros.: La película                                                  |        |
| ブラジル                 | 2023年4月5日  |                                                | Super Mario Bros. O Filme                                                       |        |
| スイス                   | 2023年4月5日  | ユニバーサル・ピクチャーズ・インターナショナル | Der Super Mario Bros. Film                                                      |        |
| チリ                     | 2023年4月5日  |                                                | Super Mario Bros.: La Película                                                  |        |
| 中国                     | 2023年4月5日  |                                                | 超级马力欧兄弟大电影                                                            |        |
| コロンビア               | 2023年4月5日  |                                                | Super Mario Bros. La Película                                                   |        |
| ドイツ                   | 2023年4月5日  | ユニバーサル・ピクチャーズ・インターナショナル | Der Super Mario Bros. Film                                                      |        |
| ドミニカ共和国           | 2023年4月5日  |                                                |                                                                                 |        |
| スペイン                 | 2023年4月5日  | ユニバーサル・ピクチャーズ・インターナショナル | Super Mario Bros.: La película                                                  |        |
| フランス                 | 2023年4月5日  | ユニバーサル・ピクチャーズ・インターナショナル | Super Mario Bros. le film                                                       |        |
| イギリス                 | 2023年4月5日  | ユニバーサル・ピクチャーズ・インターナショナル | The Super Mario Bros. Movie                                                     |        |
| 香港                     | 2023年4月5日  |                                                | 超級瑪利歐兄弟大電影                                                            |        |
| マカオ                   | 2023年4月5日  |                                                | 超級瑪利歐兄弟大電影                                                            |        |
| インドネシア             | 2023年4月5日  |                                                |                                                                                 |        |
| アイルランド             | 2023年4月5日  | ユニバーサル・ピクチャーズ・インターナショナル | Super Mario Bros.                                                               |        |
| アイスランド             | 2023年4月5日  | ユニバーサル・ピクチャーズ・インターナショナル | Super Mario Bros. Biómyndin                                                     |        |
| イタリア                 | 2023年4月5日  | ユニバーサル・ピクチャーズ・インターナショナル | Super Mario Bros - Il film                                                      |        |
| ルクセンブルク           | 2023年4月5日  | ユニバーサル・ピクチャーズ・インターナショナル |                                                                                 |        |
| ラトビア                 | 2023年4月5日  | ユニバーサル・ピクチャーズ・インターナショナル | Super Mario brāļi: Filma                                                        |        |
| 北マケドニア             | 2023年4月5日  |                                                |                                                                                 |        |
| マルタ                   | 2023年4月5日  | ユニバーサル・ピクチャーズ・インターナショナル |                                                                                 |        |
| メキシコ                 | 2023年4月5日  | ユニバーサル・ピクチャーズ・インターナショナル | Super Mario Bros.: La película                                                  |        |
| オランダ                 | 2023年4月5日  | ユニバーサル・ピクチャーズ・インターナショナル |                                                                                 |        |
| ノルウェー               | 2023年4月5日  | ユナイテッド・インターナショナル・ピクチャーズ | Super Mario Bros. Filmen                                                        |        |
| ニュージーランド         | 2023年4月5日  |                                                | The Super Mario Bros. Movie                                                     |        |
| ペルー                   | 2023年4月5日  |                                                | Super Mario Bros. La película                                                   |        |
| パラグアイ               | 2023年4月5日  |                                                |                                                                                 |        |
| スウェーデン             | 2023年4月5日  |                                                | Super Mario Bros. Filmen                                                        |        |
| タイ                     | 2023年4月5日  |                                                | เดอะซูเปอร์มาริโอบราเธอส์มูฟวี                                                        |        |
| 台湾                     | 2023年4月5日  |                                                | 超級瑪利歐兄弟電影版                                                            |        |
| ウクライナ               | 2023年4月5日  | B&H Film Distribution                          | Брати Супер Маріо в кіно                                                        |        |
| アルメニア               | 2023年4月6日  |                                                |                                                                                 |        |
| アルゼンチン             | 2023年4月6日  | ユナイテッド・インターナショナル・ピクチャーズ | Super Mario Bros.: La película                                                  |        |
| ボスニア・ヘルツェゴビナ | 2023年4月6日  |                                                |                                                                                 |        |
| キプロス                 | 2023年4月6日  | ユニバーサル・ピクチャーズ・インターナショナル |                                                                                 |        |
| チェコ                   | 2023年4月6日  | ユニバーサル・ピクチャーズ・インターナショナル | Super Mario Bros. ve filmu                                                      |        |
| デンマーク               | 2023年4月6日  | ユニバーサル・ピクチャーズ・インターナショナル | Super Mario Bros. filmen                                                        |        |
| エクアドル               | 2023年4月6日  |                                                | Super Mario Bros                                                                |        |
| フィンランド             | 2023年4月6日  | ユニバーサル・ピクチャーズ・インターナショナル | The Super Mario Bros. Movie                                                     |        |
| ジョージア               | 2023年4月6日  |                                                |                                                                                 |        |
| ギリシャ                 | 2023年4月6日  | Tanweer Alliances                              | Super Mario Bros: Η ταινία                                                      |        |
| クロアチア               | 2023年4月6日  | ユニバーサル・ピクチャーズ・インターナショナル | Super Mario Bros. Film                                                          |        |
| ハンガリー               | 2023年4月6日  | ユニバーサル・ピクチャーズ・インターナショナル | Super Mario Bros.: A film                                                       |        |
| イスラエル               | 2023年4月6日  |                                                |                                                                                 |        |
| カザフスタン             | 2023年4月6日  |                                                |                                                                                 |        |
| モロッコ                 | 2023年4月6日  |                                                |                                                                                 |        |
| モンテネグロ             | 2023年4月6日  |                                                |                                                                                 |        |
| ポルトガル               | 2023年4月6日  | Cinemundo                                      | Super Mario Bros. O Filme                                                       |        |
| セルビア                 | 2023年4月6日  |                                                | Super Mario Braća Film                                                          |        |
| シンガポール             | 2023年4月6日  | ユナイテッド・インターナショナル・ピクチャーズ | The Super Mario Bros. Movie                                                     |        |
| スロベニア               | 2023年4月6日  | ユニバーサル・ピクチャーズ・インターナショナル | Brata Super Mario Film                                                          |        |
| スロバキア               | 2023年4月6日  | ユニバーサル・ピクチャーズ・インターナショナル | Super Mario Bros. vo filme                                                      |        |
| ベネズエラ               | 2023年4月6日  |                                                | Súper Mario Bros. La película                                                   |        |
| ブルガリア               | 2023年4月7日  | ユニバーサル・ピクチャーズ・インターナショナル | Супер Марио Bros.: Филмът                                                       |        |
| エストニア               | 2023年4月7日  | ユニバーサル・ピクチャーズ・インターナショナル | Super Mario Bros. Film                                                          |        |
| インド                   | 2023年4月7日  |                                                | सुपर मारियो ब्रदर्स मूवी                                                                |        |
| リトアニア               | 2023年4月7日  | ユニバーサル・ピクチャーズ・インターナショナル | Super Mario broliai                                                             |        |
| ベトナム                 | 2023年4月7日  |                                                | Phim Anh Em Super Mario                                                         |        |
| トルコ                   | 2023年4月14日 |                                                | Süper Mario Kardeşler Filmi                                                     |        |
| フィリピン               | 2023年4月19日 |                                                | The Super Mario Bros. Movie                                                     |        |
| アラブ首長国連邦         | 2023年4月20日 |                                                |                                                                                 |        |
| バーレーン               | 2023年4月20日 |                                                |                                                                                 |        |
| エジプト                 | 2023年4月20日 |                                                |                                                                                 |        |
| イラク                   | 2023年4月20日 |                                                |                                                                                 |        |
| ヨルダン                 | 2023年4月20日 |                                                |                                                                                 |        |
| クウェート               | 2023年4月20日 |                                                |                                                                                 |        |
| レバノン                 | 2023年4月20日 |                                                |                                                                                 |        |
| マレーシア               | 2023年4月20日 |                                                |                                                                                 |        |
| オマーン                 | 2023年4月20日 |                                                |                                                                                 |        |
| カタール                 | 2023年4月20日 |                                                |                                                                                 |        |
| サウジアラビア           | 2023年4月20日 |                                                |                                                                                 |        |
| 韓国                     | 2023年4月26日 |                                                | 슈퍼 마리오 브라더스                                                            | [ 63 ] |
| 日本                     | 2023年4月28日 | 東宝東和                                       | ザ・スーパーマリオブラザーズ・ムービー                                          |        |
| ポーランド               | 2023年5月26日 | ユニバーサル・ピクチャーズ・インターナショナル | Super Mario Bros: Film                                                          |        |

## 評価

### 興行成績
2023年7月15日時点の興行収入は北米市場で5億7414万ドル、海外市場で7億8117万ドルを記録した。これにより、『ザ・スーパーマリオブラザーズ・ムービー』はゲーム原作の映画の中で歴代最高額、アニメーション映画では歴代2位の興行収入を記録する映画となった。
また、2023年9月時点での世界興行収入は13億5975万4799ドルを記録。同月3日に『バービー』（ワーナー・ブラザース配給）にその座を明け渡すまで、2023年に公開された映画の中で最も興行収入を獲得した作品となっていた。

#### 北米
アメリカ・カナダでは『AIR/エア』と同日である2023年4月5日に公開され、当初の予測では公開5日間で4025劇場から1億2500万ドルの興行収入、海外市場では1億ドルの興行収入を見込んでいた。しかし、公開初日に3170万ドル、2日目に2650万ドルの興行収入を記録したことで、公開5日間の予測は1億4100万ドルに引き上げられ、金曜日に5500万ドルの興行収入を記録したことで、予測はさらに1億9100万ドルに引き上げられた。最終的には公開5日間の興行収入は2億460万ドル（このうち週末3日間の興行収入は1億4640万ドル）を記録しており、『ソニック・ザ・ムービー/ソニック VS ナックルズ』の記録（7210万ドル）を抜きビデオゲーム原作の映画として歴代最高額のオープニング収入を記録し、さらに同作の国内興行収入1億9000万ドルも抜きビデオゲーム原作の映画として歴代最高額のオープニング収益及び興行収入を記録した。また、イースターのオープニング週末としては『ワイルド・スピード SKY MISSION』『バットマン vs スーパーマン ジャスティスの誕生』に次いで歴代第3位の成績を記録した。さらに、水曜日公開映画の5日間の興行収入として『トランスフォーマー/リベンジ』を抜き、イルミネーション作品として『ミニオンズ』を抜き、それぞれ歴代最高額の興行収入を記録している。これに加えて、『アントマン&ワスプ:クアントマニア』の記録を抜いて2023年公開映画として最高額のオープニング週末成績となり、アニメ映画としては『ライオン・キング』『インクレディブル・ファミリー』に次ぐ歴代第3位のオープニング週末成績となっている。

#### 海外
『ザ・スーパーマリオブラザーズ・ムービー』は海外市場でも人気を集め、オープニング週末の合計興行収入は3億7500万ドルを記録し、『アナと雪の女王2』を抜いて歴代最高額を記録した。また、ゲーム原作の映画として『ウォークラフト』を抜いて歴代最高額の世界オープニング週末成績を記録している。公開第2週末の興行収入は9250万ドル、公開第3週末には5990万ドルを記録し、『アナと雪の女王2』『インクレディブル・ファミリー』を抜いてそれぞれアニメ映画歴代最高額を記録した。公開第4週末の興行収入は4000万ドルを記録し、2023年4月30日には世界興行収入が10億ドルを超えた。
アメリカ・カナダ以外の地域でのオープニング週末は1億7280万ドルを記録し、アニメ映画として10市場で歴代最高額、ビデオゲーム原作の映画として44市場で歴代最高額のオープニング週末成績を記録した。公開第2週末には71市場で1億250万ドル、公開第3週末には78市場で7070万ドル、公開第4週末には80市場で6830万ドルの興行収入を記録している。

#### 日本
5月28日、公開から31日間で観客動員705.7万人、興行収入100.58億円を記録し、日本での洋画アニメーション史上最速で100億円を突破した。
8月8日、興行通信社は同月6日時点での興行成績において、135.3億円を突破したことを発表した。これにより、2023年に封切りされた映画の中で1位、ユニバーサル・ピクチャーズが製作し配給した全ての作品の中で1位になったことを明らかにした。
6月、本作品好調による相乗効果で「マリオカート8 デラックス」などといった、マリオが登場する任天堂のゲームソフトの販売も好調であることがファミ通から報じられた。
|                                           | 動員数 （万人） | 動員数 （万人） | 動員数 （万人） | 興行収入 （億円） | 興行収入 （億円） | 出典・備考                                            |
| 週末                                      | 週末            | 累計            | 週末            | 累計              |                   | 出典・備考                                            |
| ----------------------------------------- | --------------- | --------------- | --------------- | ----------------- | ----------------- | ----------------------------------------------------- |
| 1週目の週末 （2023年4月28日・29日・30日） | 1位             | 127.6           | 127.6           | 18.4              | 18.4              | [ 87 ] [ 88 ]                                         |
| 2週目の週末 （5月5日・6日・7日）          | 1位             | 174.6           | 467.7           | 24.7              | 65.4              | [ 89 ] [ 90 ]                                         |
| 3週目の週末 （5月12日・13日・14日）       | 1位             | 72.1            | 569.2           | 10.7              | 80.5              | [ 91 ] [ 92 ]                                         |
| 4週目の週末 （5月19日・20日・21日）       | 2位             | 50.5            | 643.3           | 7.4               | 91.4              | [ 93 ] [ 94 ]                                         |
| 5週目の週末 （5月26日・27日・28日）       | 1位             | 42.6            | 705.7           | 6.3               | 100.6             | 公開31日で興収100億円を突破。                         |
| 6週目の週末 （6月2日・3日・4日）          | 1位             | 37.9            | 767.5           | 5.8               | 109.6             | [ 96 ] [ 97 ]                                         |
| 7週目の週末 （6月9日・10日・11日）        | 2位             | 29.7            | 810.2           | 4.3               | 115.9             | [ 98 ] [ 99 ]                                         |
| 8週目の週末 （6月16日・17日・18日）       | 3位             | 19.0            | 839.0           | 2.8               | 120.0             | [ 100 ] [ 101 ]                                       |
| 9週目の週末 （6月23日・24日・25日）       | 2位             | 17.5            | 862.7           | 2.5               | 123.4             | [ 102 ] [ 103 ]                                       |
| 10週目の週末 （6月30日・7月1日・2日）     | 4位             |                 | 884.3           | 2.2               | 126.4             |                                                       |
| 11週目の週末 （7月7日・8日・9日）         | 5位             |                 | 898.5           | 1.6               | 128.4             | [ 104 ] [ 105 ]                                       |
| 12週目の週末 （7月14日・15日・16日）      | 5位             |                 |                 | 1.4               | 130.1             | 7月17日（祝日）まで累計興収131.0億円、動員916.7万人。 |
| 13週目の週末 （7月21日・22日・23日）      | 5位             |                 | 925.2           | 0.9               | 132.2             |                                                       |
| 14週目の週末 （7月28日・29日・30日）      | 5位             | 6.3             | 939.0           | 0.8               | 133.9             | [ 107 ] [ 108 ]                                       |
| 15週目の週末 （8月4日・5日・6日）         | 8位             | 4.3             | 950.5           | 0.6               | 135.3             |                                                       |
| 16週目の週末 （8月11日・12日・13日）      | 10位            |                 | 961.6           | 0.8               | 136.8             |                                                       |
| 17週目の週末 （8月18日・19日・20日）      | 圏外            |                 | 973.0           |                   | 138.4             |                                                       |
| 18週目の週末 （8月25日・26日・27日）      | 圏外            |                 | 978.4           |                   | 139.1             |                                                       |
| 19週目の週末 （9月1日・2日・3日）         | 圏外            |                 | 980.7           |                   | 139.4             |                                                       |
| 20週目の週末 （9月8日・9日・10日）        | 圏外            |                 | 981.5           |                   | 139.5             |                                                       |
| 21週目の週末 （9月15日・16日・17日）      | 圏外            |                 |                 |                   | 139.5             | 累計興収は9月18日（祝日）までのもの。                 |
| 22週目の週末 （9月22日・23日・24日）      | 圏外            |                 |                 |                   | 139.6             |                                                       |
| 23週目の週末 （9月29日・30日・10月1日）   | 圏外            |                 |                 |                   | 139.6             |                                                       |
| 24週目の週末 （10月6日・7日・8日）        | 圏外            |                 |                 |                   | 139.6             | 累計興収は10月9日（祝日）までのもの。                 |
| 25週目の週末 （10月13日・14日・15日）     | 圏外            |                 | 983.8           |                   | 139.9             | 10月13～19日にMX4D、4DX版復活上映。                   |
| 26週目の週末 （10月20日・21日・22日）     | 圏外            |                 | 984.5           |                   | 140.1             | 10月18日に興収140億円を突破。                         |

### 受賞・ノミネート
| 映画賞                                   | 授賞式                    | 部門                                 | 対象 | 結果       | 出典            |
| ---------------------------------------- | ------------------------- | ------------------------------------ | --- | ---------- | --------------- |
| ゴールデン・トレーラー賞                 | 2023年6月29日             | イノベーティブ広告賞                 | - 『ザ・スーパーマリオブラザーズ・ムービー』 - 「Giant Peach」 | ノミネート | [ 112 ] [ 113 ] |
| 2023MTVミャウ・アワード                  | 2023年8月4日              | ミャウディオ賞                       | 「ピーチス」 | ノミネート | [ 114 ] [ 115 ] |
| 2023MTVミャウ・アワード                  | 2023年8月4日              | キラーシリーズ/映画賞                | 『ザ・スーパーマリオブラザーズ・ムービー』 | 受賞       | [ 114 ] [ 115 ] |
| 第14回ハリウッドメディア音楽賞           | 2023年11月15日            | アニメ映画部門作曲賞                 | ブライアン・タイラー | ノミネート | [ 116 ]         |
| 第14回ハリウッドメディア音楽賞           | 2023年11月15日            | アニメ映画部門歌曲賞                 | 「ピーチス」 | ノミネート | [ 116 ]         |
| ハリウッド・プロフェッショナル・アワード | 2023年11月28日            | アニメ映画部門カラー・グラディング賞 | ジェイソン・ハーネル | ノミネート | [ 117 ]         |
| 第48回報知映画賞                         | 2023年11月28日            | アニメ作品賞                         | 『ザ・スーパーマリオブラザーズ・ムービー』 | 受賞       | [ 118 ] [ 119 ] |
| The Game Awards 2023                     | 2023年12月7日             | 脚色賞                               | 『ザ・スーパーマリオブラザーズ・ムービー』 | ノミネート | [ 120 ]         |
| 第27回ラスベガス映画批評家協会賞         | 2023年12月13日            | アニメ映画賞                         | 『ザ・スーパーマリオブラザーズ・ムービー』 | ノミネート | [ 121 ] [ 122 ] |
| 第27回ラスベガス映画批評家協会賞         | 2023年12月13日            | 歌曲賞                               | 「ピーチス」 | ノミネート | [ 121 ] [ 122 ] |
| #XTrendAward 2023                        | 2023年12月27日 （発表日） | ジャンル別 映画                      | 「マリオの映画」 | 5位        | [ 123 ]         |
| 第13回ジョージア映画批評家協会賞         | 2024年1月5日              | 歌曲賞                               | 「ピーチス」 | ノミネート | [ 124 ]         |
| 2024アストラ映画賞                       | 2024年1月6日              | 声優賞                               | ジャック・ブラック | ノミネート | [ 125 ]         |
| 第81回ゴールデングローブ賞               | 2024年1月7日              | 興行成績賞                           | 『ザ・スーパーマリオブラザーズ・ムービー』 | ノミネート | [ 126 ]         |
| 第81回ゴールデングローブ賞               | 2024年1月7日              | アニメ映画賞                         | 『ザ・スーパーマリオブラザーズ・ムービー』 | ノミネート | [ 126 ]         |
| 第81回ゴールデングローブ賞               | 2024年1月7日              | 主題歌賞                             | 「ピーチス」 | ノミネート | [ 126 ]         |
| デンバー映画批評家協会賞                 | 2024年1月12日             | アニメ映画賞                         | 『ザ・スーパーマリオブラザーズ・ムービー』 | ノミネート | [ 127 ]         |
| ハワイ映画批評家協会賞                   | 2024年1月12日             | 歌曲賞                               | 「ピーチス」 | ノミネート | [ 128 ]         |
| ハワイ映画批評家協会賞                   | 2024年1月12日             | 声優/モーションキャプチャ演技賞      | ジャック・ブラック | ノミネート | [ 128 ]         |
| 第29回クリティクス・チョイス・アワード   | 2024年1月14日             | 歌曲賞                               | 「ピーチス」 | ノミネート | [ 129 ]         |
| 第51回サターン賞                         | 2024年2月4日              | アニメ映画賞                         | 『ザ・スーパーマリオブラザーズ・ムービー』 | ノミネート | [ 130 ] [ 131 ] |
| ブルーリボン賞                           | 2024年2月8日              | 外国作品賞                           | 『ザ・スーパーマリオブラザーズ・ムービー』 | 受賞       | [ 132 ]         |
| ムービーガイド賞                         | 2024年2月9日              | ファミリー映画賞                     | 『ザ・スーパーマリオブラザーズ・ムービー』 | 受賞       | [ 133 ]         |
| 第28回美術監督組合賞                     | 2024年2月10日             | アニメ映画部門美術賞                 | 『ザ・スーパーマリオブラザーズ・ムービー』 | ノミネート | [ 134 ]         |
| 作曲・作詞家協会賞                       | 2024年2月13日             | コメディ/ミュージカル映画部門歌曲賞  | 「ピーチス」 | ノミネート | [ 135 ]         |
| 第51回アニー賞                           | 2024年2月17日             | 長編声優賞                           | ジャック・ブラック | ノミネート | [ 136 ] [ 137 ] |
| 第49回ピープルズ・チョイス・アワード     | 2024年2月18日             | 作品賞                               | 『ザ・スーパーマリオブラザーズ・ムービー』 | ノミネート | [ 138 ]         |
| 第22回視覚効果協会賞                     | 2024年2月21日             | アニメ映画部門シミュレーション効果賞 | - サイモン・ペイト - クリストフ・ヴァスケス - ミロ・リッカラン | ノミネート | [ 139 ] [ 140 ] |
| 第35回全米製作者組合賞                   | 2024年2月25日             | アニメ映画賞                         | 『ザ・スーパーマリオブラザーズ・ムービー』 | ノミネート | [ 141 ]         |
| 2024アストラ・クリエイティブ・アーツ賞   | 2024年2月26日             | パブリシティ・キャンペーン賞         | 『ザ・スーパーマリオブラザーズ・ムービー』 | ノミネート | [ 142 ]         |
| 2024アストラ・クリエイティブ・アーツ賞   | 2024年2月26日             | 歌曲賞                               | 「ピーチス」 | ノミネート | [ 142 ]         |
| 映画音響協会賞                           | 2024年3月3日              | アニメ映画部門音響賞                 | 『ザ・スーパーマリオブラザーズ・ムービー』 | ノミネート | [ 143 ]         |
| ゴールデン・リール賞2023                 | 2024年3月3日              | アニメ映画部門音響編集賞             | - ダニエル・ローリー - ランディ・トム - ジェイミー・スコット - レフ・レファルツ - チェンバイホイ・ヤン - スコット・ギトー - E・ラリー・オートフィールド - ザック・マーティン - ロニー・ブラウン - ジャナ・ヴァンス - ショーン・イングランド | ノミネート | [ 144 ]         |
| 第28回サテライト賞                       | 2024年3月3日              | 主題歌賞                             | 「ピーチス」 | ノミネート | [ 145 ] [ 146 ] |
| 第18回声優アワード2023                   | 2024年3月9日              | キッズ・ファミリー賞                 | 『ザ・スーパーマリオブラザーズ・ムービー』 | 受賞       | [ 147 ]         |

## プロモーション

### ムビチケ
ムビチケカード第1弾
2022年（令和4年）12月16日より各劇場窓口とメイジャー通販サイトにて発売。B3サイズの特製クリアポスターが付属する。
ムビチケカード第2弾
2023年（令和5年）3月10日より各劇場窓口とメイジャー通販サイトにて発売。カードの絵柄は第1弾と同様、マリオ・ルイージ・ピーチ・キノピオ・ドンキーコング・クッパの6人それぞれのキャラクタービジュアルが描かれた全6種類のカードとなっている。
ムビチケ前売り券（オンライン）
2022年12月16日より発売。抽選で428名にキノピオクッションがプレゼントされる。

### 入場者プレゼント
『ザ・スーパーマリオブラザーズ・ムービー』ハテナブック
入場者プレゼント第1弾。公開日の2023年4月28日より数量限定で配布された冊子。本作品とゲームとの関係に関する内容が掲載されており、マリオ、ルイージ、ピーチ、クッパの4種類のキャラクターの冊子の中から一冊ランダムでプレゼントされ、それぞれ異なる紹介内容が掲載されている。各冊子にはキャラクターのデザインステッカーも封入している。
スーパースターステッカー
入場者プレゼント第2弾。2023年5月26日より数量限定で配布。
特製アクリルキーホルダー
入場者プレゼント第3弾。2023年8月4日より数量限定で配布。

### イベント
TOHOシネマズ「スーパーマリオシアター」
本作品公開日の2023年4月28日から5月7日までの期間、東京都港区のTOHOシネマズ六本木ヒルズ、大阪市中央区のTOHOシネマズなんば、京都市中京区のTOHOシネマズ二条、愛知県日進市のTOHOシネマズ赤池、福岡市博多区のTOHOシネマズ ららぽーと福岡にて同作品の公開を記念して、特定のシアターを同作品仕様のデザインに装飾した「スーパーマリオシアター」を開設。公開日前に開催されたジャパンプレミアの上映や、東京都内で開催した舞台挨拶登壇イベントのライブビューイングも実施された。また、同年7月1日から7月23日までの期間、土曜・日曜限定で上述5劇場に加え新たに12か所の劇場にも同シアターが復活する形で開設された。
超 巨大ハテナブロック
2023年4月24日から4月30日までの期間、大阪市北区のホワイティうめだと札幌市中央区のサッポロファクトリー、並びに同年5月5日から5月7日までの期間、愛知県日進市のプライムツリー赤池と福岡市博多区のキャナルシティ博多にて本作品のキャラクタービジュアルやトレーラー映像を公開するキューブビジョン『超 巨大ハテナブロック』を設置。
また、同年4月24日から5月7日までの期間当該ビジョンに写真や動画で撮影し、本作品に対するコメントと指定ハッシュタグを併せてSNSに投稿すると抽選で本作品のグッズが当たるキャンペーンも実施された。
ザ・スーパーマリオブラザーズ・ムービー特別イベント
2023年5月2日から5月7日までの期間、東京都豊島区の中池袋公園（Hareza池袋内）にて本作品の公開を記念した特別イベントとしてルーレットゲームを開催。会場には巨大な土管の模型が登場し、ゲームに参加するとマリオ、ピーチ、キノピオ、ルイージ・ヘイホー、ドンキーコング、クッパのキャラクタービジュアルが描かれた全6種類のオリジナルマグネットの中から1枚貰える。
『ザ・スーパーマリオブラザーズ・ムービー』土管&マリオカート フォトスポット
「お台場冒険王2023 SUMMER SPLASH!」のイベントの一つとして同イベント開催期間の2023年7月22日から8月27日まで東京都江東区のお台場・青海エリアで設置されたフォトスポット。会場には巨大土管とレインボーロードのコース上を走行するマリオカートをモチーフにした写真撮影スポットがそれぞれ設置された。

### フジテレビとの提携
イルミネーションは、以前より怪盗グルーシリーズ第2作の『怪盗グルーのミニオン危機一発』以降の作品においてフジテレビ（フジテレビムービー、以下、同局）との国際的戦略提携を締結している。
この提携により同局がイルミネーション作品の製作に参加していることから、本作品も同局が制作に参加しているほか、前述の同局主催のイベント「お台場冒険王」への出展や、後述の通り同系列局での放送を通じた本作品の宣伝や放送が行われた。

### 関連番組
前述の通り、イルミネーションはフジテレビと国際的戦略提携を行っている関係で、日本国内でのテレビ放送はすべて同局である。本文中の放送時間はすべて日本標準時（JST）。また特記のない限り、放送時間・放送期間は同局（制作局、関東広域圏）でのそれに準拠するものとする。
めざましテレビ（フジテレビ系列）
公開前日の2023年4月27日の放送でマリオ役の宮野真守がゲストで出演したほか、2023年5月2日の放送では小山内鈴奈（フジテレビアナウンサー）が本作品を4DXで鑑賞・体験した様子が紹介された。
土曜プレミアム 映画『ペット2』（フジテレビ系列）
2023年4月29日の21時から23時10分に本作品の公開を記念して放送された映画作品。
マリオがついにスクリーンに！映画『ザ・スーパーマリオブラザーズ・ムービー』公開記念特番（フジテレビほか）
本作品の公開を記念して2023年4月29日の15時30分から16時に放送された特別番組。番組では本作品のアンバサダーである西野七瀬が同作品をはじめ、ゲームや『スーパー・ニンテンドー・ワールド』などの魅力を徹底解明し、ゲストとしてHIKAKIN、SEIKIN、よゐこ（濱口優、有野晋哉）とプロデューサーの宮本が出演する。

#### 放送局 (公開記念特番)
| 放送期間      | 放送時間                     | 放送局     | 対象地域   | 備考   |
| ------------- | ---------------------------- | ---------- | ---------- | ------ |
| 2023年4月29日 | 土曜 15:30 - 16:00           | フジテレビ | 関東広域圏 | 制作局 |
| 2023年5月6日  | 土曜 1:40 - 2:10（金曜深夜） | 東海テレビ | 中京広域圏 |        |
| 2023年5月17日 | 水曜 1:25 - 1:55（火曜深夜） | 関西テレビ | 近畿広域圏 |        |

#### 日本国内での配信
| 配信期間               | 配信時間  | 配信サイト | 備考                     |
| ---------------------- | --------- | ---------- | ------------------------ |
| 2023年5月6日 - 5月31日 | 0:00 更新 | TVer FOD   | 期間限定で無料見逃し配信 |

## ホームメディア・放送・配信

### 北米
2023年5月16日、アメリカやカナダにて、デジタル配信が先行する形で本作品のソフトレンタル並びに販売を開始した。
2023年8月3日からはNBCユニバーサル傘下の定額制動画配信サービスであるPeacockプレミアムにて見放題独占配信された。

### 日本
2023年8月1日、日本航空（JAL）の「JAL 機内エンターテイメント」にて本作品が配信された。
2023年8月21日、日本でも本作品のソフトレンタル並びに販売を開始することを発表。同月23日からデジタル版の先行販売、同年9月6日からデジタル版のレンタルを開始。
2023年12月30日、定額制動画配信サービスのAmazon Prime Videoにおいて、字幕版と吹替版の見放題配信が開始された。

#### テレビ放映
- 地上波放送・関東地区のみ記載。
- 視聴率はビデオリサーチ調べ。関東地区でのデータ。

| 回数 | 放送局        | 放送枠   | 放送形態       | 放送日         | 放送時間      | 放送分数 | 吹替版     | 平均世帯 視聴率 | 備考         | 出典            |
| ---- | ------------- | -------- | -------------- | -------------- | ------------- | -------- | ---------- | --------------- | ------------ | --------------- |
| 1    | WOWOWシネマ   | （なし） | 本編ノーカット | 2023年12月30日 | 20:00 - 21:33 | 93分     | 劇場公開版 |                 | 衛星初放送   |                 |
| 2    | WOWOWプライム | （なし） | 本編ノーカット | 2023年12月31日 | 10:15 - 11:48 | 93分     | 劇場公開版 |                 |              |                 |
| 3    | フジテレビ    | （なし） | 本編ノーカット | 2024年12月31日 | 19:00 - 20:52 | 112分    | 劇場公開版 | 4.1%            | 地上波初放送 | [ 164 ] [ 165 ] |

また、WOWOWオンデマンドでもサイマル配信を行い、初回放送終了後から見逃し配信も実施する。

#### Blu-ray/DVD
2023年9月6日、NBCユニバーサル・エンターテイメントジャパンより4K UHD、Blu-ray DiscとDVDが発売された。
- ザ・スーパーマリオブラザーズ・ムービー ブルーレイ+DVD　品番：GNXF-2852　発売日：2023年9月6日
- ザ・スーパーマリオブラザーズ・ムービー 4K UHD+ブルーレイ　品番：GNXF-2853　発売日：2023年9月6日
- ザ・スーパーマリオブラザーズ・ムービー スチール・ブック仕様 ブルーレイ+DVD　品番：GNXF-2854　発売日：2023年9月6日
- ザ・スーパーマリオブラザーズ・ムービー スチール・ブック仕様 4K UHD+ブルーレイ　品番：GNXF-2855　発売日：2023年9月6日

## 今後

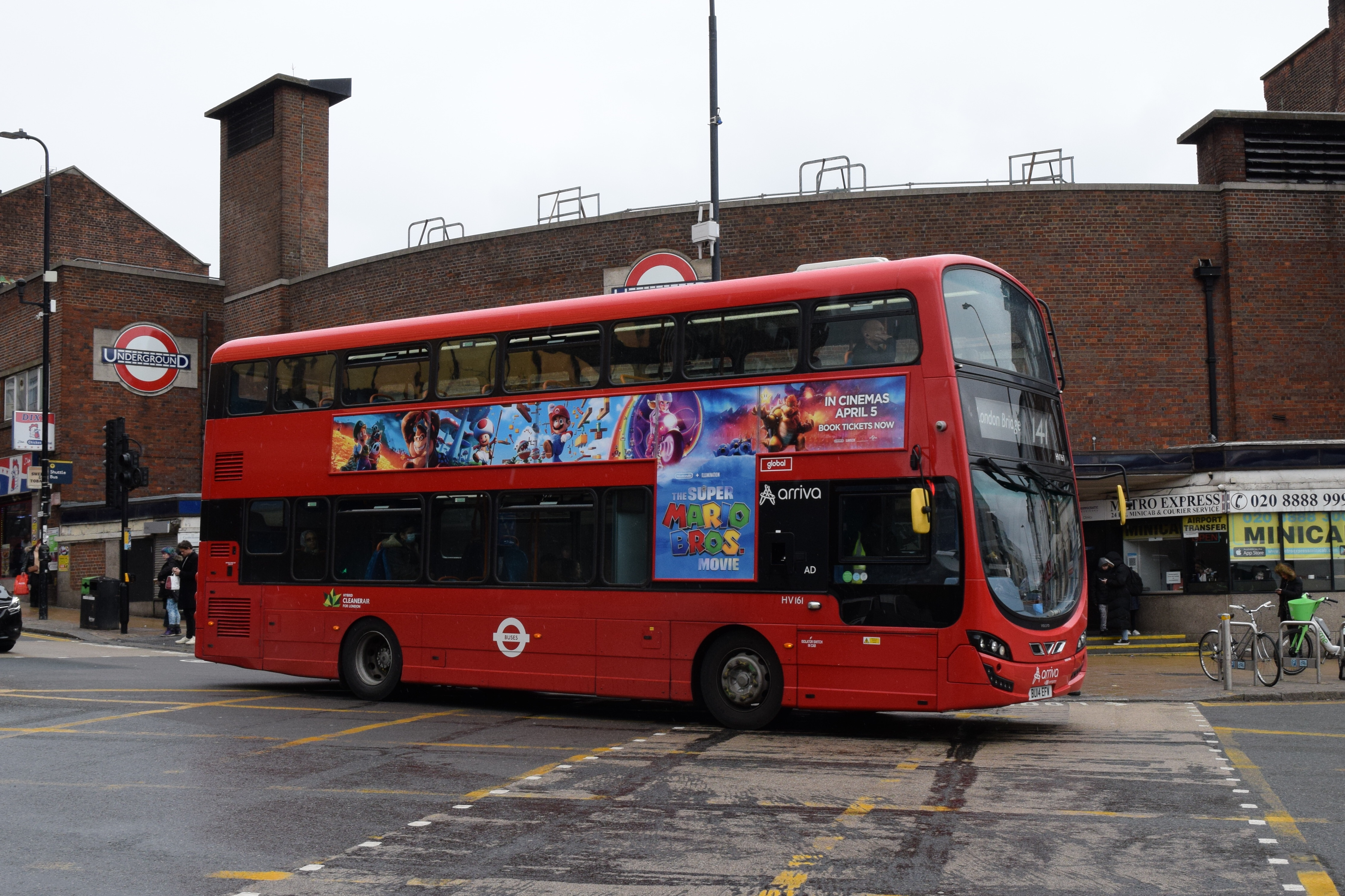
ロンドンで映画の宣伝をするバス。

2021年5月、任天堂の社長である古川俊太郎は、マリオの映画が成功した場合、他の任天堂IPを使ったアニメーション映画作品をさらに製作する意向を表明した。
その後、2023年11月に『ゼルダの伝説』の実写映画化を発表した。任天堂とソニー・ピクチャーズ エンタテインメントが共同出資し、任天堂が制作費出資比率50%以上を保持し制作を主導、ソニーが映画配給を担当する。プロデューサーはマリオに引き続き宮本茂が務め、もう一人の映画プロデューサーはソニーがマリオの映画化計画の初期段階当時、尽力し動いていたアヴィ・アラッドが参加している。
2024年3月10日夜、任天堂は『ザ・スーパーマリオブラザーズ・ムービー』の続編の制作を発表した。タイトルは未定。アメリカを含む多くの国と地域では2026年4月3日の公開を、日本では同月24日の公開を、それ以外の地域でも同月中の公開を予定している。